# Nadūshan
Nadūshan (persiska: ندوشن, نُودوشان) är en ort i Iran.   Den ligger i provinsen Yazd, i den centrala delen av landet, 500 km söder om huvudstaden Teheran. Nadūshan ligger 1 965 meter över havet och antalet invånare är 2 332.
Terrängen runt Nadūshan är platt norrut, men söderut är den kuperad. Terrängen runt Nadūshan sluttar norrut.Runt Nadūshan är det ganska tätbefolkat, med 78 invånare per kvadratkilometer. Det finns inga andra samhällen i närheten. Trakten runt Nadūshan är ofruktbar med lite eller ingen växtlighet.